# Puccinia nevadensis
Puccinia nevadensis är en svampart som beskrevs av Syd. & P. Syd. 1916. Puccinia nevadensis ingår i släktet Puccinia och familjen Pucciniaceae.   Inga underarter finns listade i Catalogue of Life.